# جيسي كرامر
جيسي كرامر (بالهولندية: Jessy Kramer) مواليد 16 فبراير 1990 في هولندا، هي لاعبة كرة يد هولندية تلعب كظهير أيسر. مثلت منتخب هولندا لكرة اليد للسيدات. حققت المركز الثاني في بطولة العالم لكرة اليد للسيدات 2015.

## سجل المنافسة
شاركت في البطولات التالية:
- بطولة العالم لكرة اليد للسيدات 2011
- بطولة العالم لكرة اليد للسيدات 2013
- بطولة العالم لكرة اليد للسيدات 2015
- بطولة أوروبا لكرة اليد للسيدات 2014
- بطولة أوروبا لكرة اليد للسيدات 2016

## الميداليات
| الميدالية | المسابقة                            |
| --------- | ----------------------------------- |
| فضية      | بطولة العالم لكرة اليد للسيدات 2015 |
| فضية      | بطولة أوروبا لكرة اليد للسيدات 2016 |

## روابط خارجية
- جيسي كرامر على موقع الاتحاد الأوروبي لكرة اليد (الإنجليزية)
- جيسي كرامر على موقع تيم أن.أل (الهولندية)